# Officine idroelettriche di Blenio
Officine idroelettriche di Blenio SA, nota comunemente come Ofible è un'azienda svizzera con sede a Locarno avente come attività lo sfruttamento delle forze idriche della valle di Blenio (fiume Brenno e affluenti) per la produzione di energia elettrica.

## Storia
L'azienda è stata fondata il 29 febbraio 1956. Tra il 1956 e il 1963 è avvenuta la costruzione degli impianti.
La filiera di produzione comprende i bacini artificiali di: Carassina, Luzzone,  e Malvaglia con le rispettive centrali idroelettriche di Luzzone (19 MW), Olivone (96 MW) e Biasca (324 MW).
La concessione cantonale per lo sfruttamento è delle acque è stata definita nel 1953 e scade nel 2042.
Nel complesso, con una rete di 45 km di impianti che inizia con le captazioni in alta valle di Blenio (1700-2000 m) e termina alla centrale di Biasca (280 m) con il rilascio definitivo delle acque nel fiume Ticino, viene sfruttato un dislivello di circa 1400-1700 m. I collegamenti tra impianti avvengono quasi esclusivamente con condotte scavate nella montagna. 
La potenza totale degli impianti è di 439 MW con una produzione media annua di 925 GWh.
Nel 1997 è stata innalzata di 17 m la diga del Luzzone per incrementare del +23% l'invaso utilizzabile di questo bacino. 
Nel 2020 presso la diga di Malvaglia è iniziata la costruzione di una nuova piccola centrale ad acqua fluente (Rasoira) che con una potenza di 4 MW sfrutta la galleria a pelo libero esistente in arrivo dalla centrale di Olivone che sfocia nel bacino di Malvaglia. Ad opera conclusa quest'opera permetterà la produzione aggiuntiva di 9 GWh.

## Azioni
Composizione dell'azionariato:
- 20% Canton Ticino
- 17% Axpo Power AG
- 17% Alpiq Suisse SA
- 17% Città di Zurigo
- 12% IWB
- 12% BKW Energie AG
- 5% Energie Wasser Bern